# Polyura whiteheadi
Polyura whiteheadi är en fjärilsart som beskrevs av Crowley 1900. Polyura whiteheadi ingår i släktet Polyura och familjen praktfjärilar. Inga underarter finns listade i Catalogue of Life.